# Ranunculus glacialiformis
Ranunculus glacialiformis är en ranunkelväxtart som beskrevs av Hand.-mazz.. Ranunculus glacialiformis ingår i släktet ranunkler, och familjen ranunkelväxter. Inga underarter finns listade i Catalogue of Life.